# Tim Vincken
Tim Joost Christiaan Vincken (Berkel en Rodenrijs, 12 settembre 1986) è un ex calciatore olandese, di ruolo attaccante.

## Palmarès

### Club

#### Competizioni nazionali
- Coppa dei Paesi Bassi: 1

Feyenoord: 2007-2008